# Vincenzo Riolo (pittore)
Vincenzo Riolo (Palermo, 14 febbraio 1772 – Palermo, 5 luglio 1837) è stato un pittore italiano del periodo neoclassico.

## Biografia

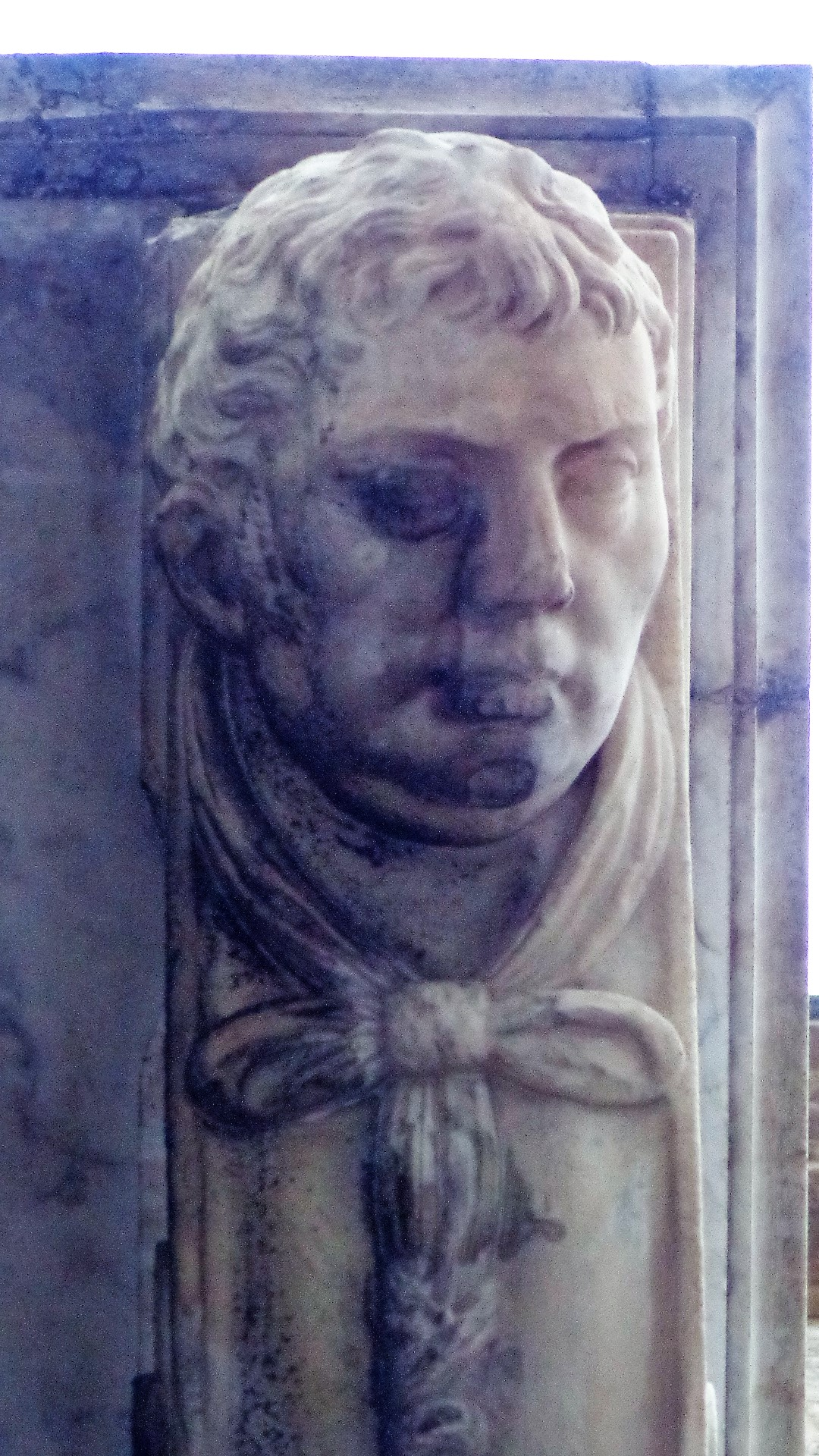
Vincenzo Riolo, scultura di Villareale sul balcone del Cassaro del Palazzo Arcivescovile

Iniziò sotto gli insegnamenti di Antonio Manno e Francesco Sozzi. Compiuti vent'anni si trasferì a Roma e lì conobbe e lavorò con Giovanni Battista Wicar, imparando anche la lezione della nuova corrente neoclassica, che importò nella sua Sicilia al ritorno.
Sposò Anna Velasco, figlia del celebre pittore concittadino Giuseppe Velasco. Nel 1828, sostituì suo suocero come docente presso l'Accademia del Nudo. Tra i suoi contemporanei a Palermo conobbe Giuseppe Patania e fu il maestro di Giuseppe Carta.
Ritrasse anche il suo amico Vincenzo Monti. Tra le altre opere conosciute che realizzò vari affreschi tra Palazzo Tasca e Gangi, nel Real Casino (Villa) di Caccia alla Favorita, la chiesa dell'Olivella, e il Palazzo Reale (Reggia) di Ficuzza. 
Fu maestro del pittore Francesco Ognibene, a sua volta maestro di Francesco Zerilli morti durante l'atroce epidemia di colera del 1837. Morì anche lo stesso Riolo durante la suddetta epidemia.

## Opere
- 1799c., Ciclo, affreschi realizzati nella Villa Belmonte all'Acquasanta di Palermo.
- XIX secolo, Il ritorno di Nicodemo al soglio vescovile di Palermo, affresco, opera realizzata nella Sala Gialla del Palazzo dei Normanni di Palermo.
- XIX secolo, Ruggero consegna la bolla al Ciantro di Cappella, studio e bozzetto preparatorio del mosaico, opera presente nella Loggia della Cappella Palatina di Palermo.[4]
- XIX secolo, Pitture e decorazioni, affreschi, opere realizzate nella Cappella del Santissimo Crocifisso della chiesa di Sant'Ignazio all'Olivella di Palermo.[5]
- XIX secolo, Ascensione di Cristo, pala d'altare, opera custodita nella chiesa di Santa Maria di Loreto di Petralia Soprana.
- XIX secolo, Assunzione della Vergine, pala d'altare, opera custodita nella chiesa di Santa Maria di Loreto di Petralia Soprana.
- XIX secolo, Martirio dei santi Apostoli Pietro e Paolo, pala d'altare, opera custodita sull'altare maggiore del duomo dei Santi Pietro e Paolo di Petralia Soprana.
- XIX secolo, Cristo Risorto, dipinto, opera custodita nella sacrestia del duomo dei Santi Pietro e Paolo di Petralia Soprana.